# Cryptocentrum
Cryptocentrum es un género de orquídeas perteneciente a la subfamilia Epidendroideae dentro de la familia Orchidaceae. Tiene veinte especies. Está muy relacionado con el género Maxillaria. Es de origen neotropical que se distribuye desde  el norte de Nicaragua hasta el sur de Bolivia.

## Características
El género no tiene pseudobulbos . Tiene una roseta con las hojas desde donde se eleva una solitaria flor. Prefieren una temperatura cálida a fresca.

## Especies deCryptocentrum
- Cryptocentrum caespitosum  Carnevali (2001)
- Cryptocentrum calcaratum  (Schltr.) Schltr. (1914)
- Cryptocentrum dodsonii  Carnevali (2001)
- Cryptocentrum dunstervilleorum  Carnevali & G.A.Romero (1994)
- Cryptocentrum escobarii  Carnevali (2001)
- Cryptocentrum flavum  Schltr. (1913)
- Cryptocentrum gracilipes  Schltr. (1923)
- Cryptocentrum gracillimum  Ames & C.Schweinf. (1925)
- Cryptocentrum hirtzii  Dodson (1993)
- Cryptocentrum inaequisepalum  C.Schweinf. (1946)
- Cryptocentrum latifolium  Schltr. (1923)
- Cryptocentrum lehmannii  (Rchb.f.) Garay (1958) - especie tipo - ex Cryptocentrum jamesonii Benth. (1883)
- Cryptocentrum longipetalum  Carnevali (2001)
- Cryptocentrum pergracile  Schltr. (1924)
- Cryptocentrum peruvianum  (Cogn.) C.Schweinf. (1946)
- Cryptocentrum pseudobulbosum  C.Schweinf. (1946)
- Cryptocentrum roseans  (Schltr.) A.D.Hawkes (1953)
- Cryptocentrum silverstonei  Carnevali (2001)
- Cryptocentrum spathaceum  Dodson (1993)
- Cryptocentrum standleyi  Ames (1925)